# Епархия Гуаньяйнса

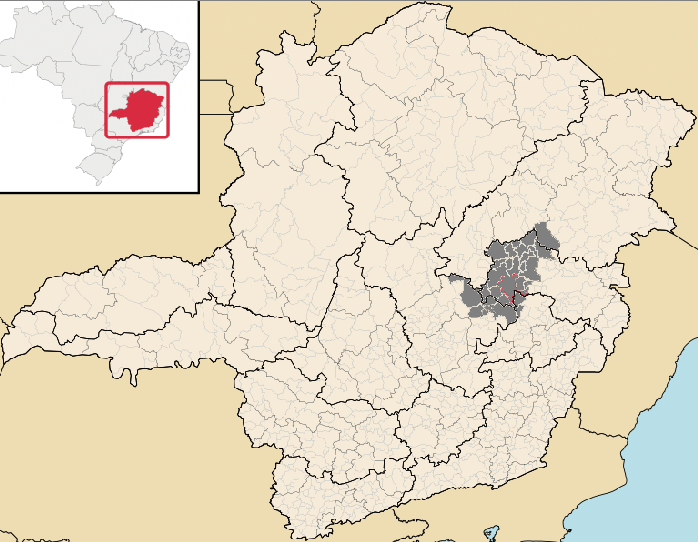
Епархия Гуаньяйнса.

File:Regional CNBB Leste 2.png

 Епархия Гуяньяйнса  (лат. Dioecesis Guanhanensis) — епархия Римско-Католической церкви с центром в городе Гуаньяйнс, Бразилия. Епархия Гуаньяйнса входит в митрополию Диамантины. Кафедральным собором епархии Гуаньяйнса является церковь святого Архангела Михаила.

## История
24 мая 1985 года Римский папа Иоанн Павел II издал буллу Recte quidem, которой учредил епархию Гуаньяйнса, выделив её из архиепархии Диамантины и епархий Говернадор-Валадариса и Итабира-Фабрисиану.

## Ординарии епархии
- епископ Antônio Felippe da Cunha (8.12.1985 — 5.03.1995);
- епископ Emanuel Messias de Oliveira (14.01.1998 — 16.02.2011) — назначен епископом Каратинги;
  - вакансия (16.02.2011 — 30.05.2012);
- епископ Jeremias Antenio de Jesus (30.05.2012 — по настоящее время).

## Источник
- Annuario Pontificio, Libreria Editrice Vaticana, Città del Vaticano, 2003, ISBN 88-209-7422-3
- Булла Recte quidem  (лат.)